# Heteronychus amplipennis
Heteronychus amplipennis är en skalbaggsart som beskrevs av Eugène Benderitter 1915. 
Heteronychus amplipennis ingår i släktet Heteronychus och familjen Dynastidae. Inga underarter finns listade i Catalogue of Life.